# Josef Kiefer (Politiker)
Josef Kiefer (* 7. April 1905 in München; † 19. November 1977 ebenda) war ein deutscher Politiker (BVP, CSU).

## Werdegang
Nach dem Besuch des Realgymnasiums begann Kiefer die Lehre zum Buchbinder, die er 1929 mit der Meisterprüfung abschließen konnte. Daraufhin war er als selbstständiger Buchbindermeister tätig und war Inhaber einer Verlagsbuchbinderei. Daneben gründete er eine Jugendhandwerkergruppe, deren Vorsitz er zugleich innehatte. Von 1929 bis 1933 gehörte er dem Vorstand der Buchbinder-Innung München-Oberbayern an. 1933 wurde er seiner Ämter enthoben. Nach dem Krieg wurde Kiefer in den Vorstand der Handwerkskammer für Oberbayern und ins Präsidium des Bayerischen Handwerkstages sowie zum Obermeister der Buchbinder-Innung München-Oberbayern und zum Landesinnungsmeister berufen. 1959 erfolgte die Ernennung zum Bundesinnungsmeister des deutschen Buchbinderhandwerks.
Kiefer war Gründungsmitglied der CSU, nachdem er bereits von 1928 bis 1933 der BVP angehörte. Von 1948 bis 1956 gehörte er dem Rundfunkrat des Bayerischen Rundfunks und anschließend dem Verwaltungsrat an. Von 1958 bis 1961 saß er im Münchner Stadtrat, daneben war er Koreferent im Kommunalreferat. Bei der Landtagswahl 1962 wurde Kiefer im Wahlkreis Oberbayern in den Bayerischen Landtag gewählt. 1966 wurde sein Mandat bestätigt, sodass er dem Landtag bis 1970 als Abgeordneter angehörte. In seiner ersten Wahlperiode gehörte er dem Ausschuss für Wirtschaft und Verkehr an, in seiner zweiten Wahlperiode dem Ausschuss für kulturpolitische Fragen sowie den Zwischenausschuss.
Kiefer war verheiratet und hatte drei Kinder.